# 埼玉県薬剤師会

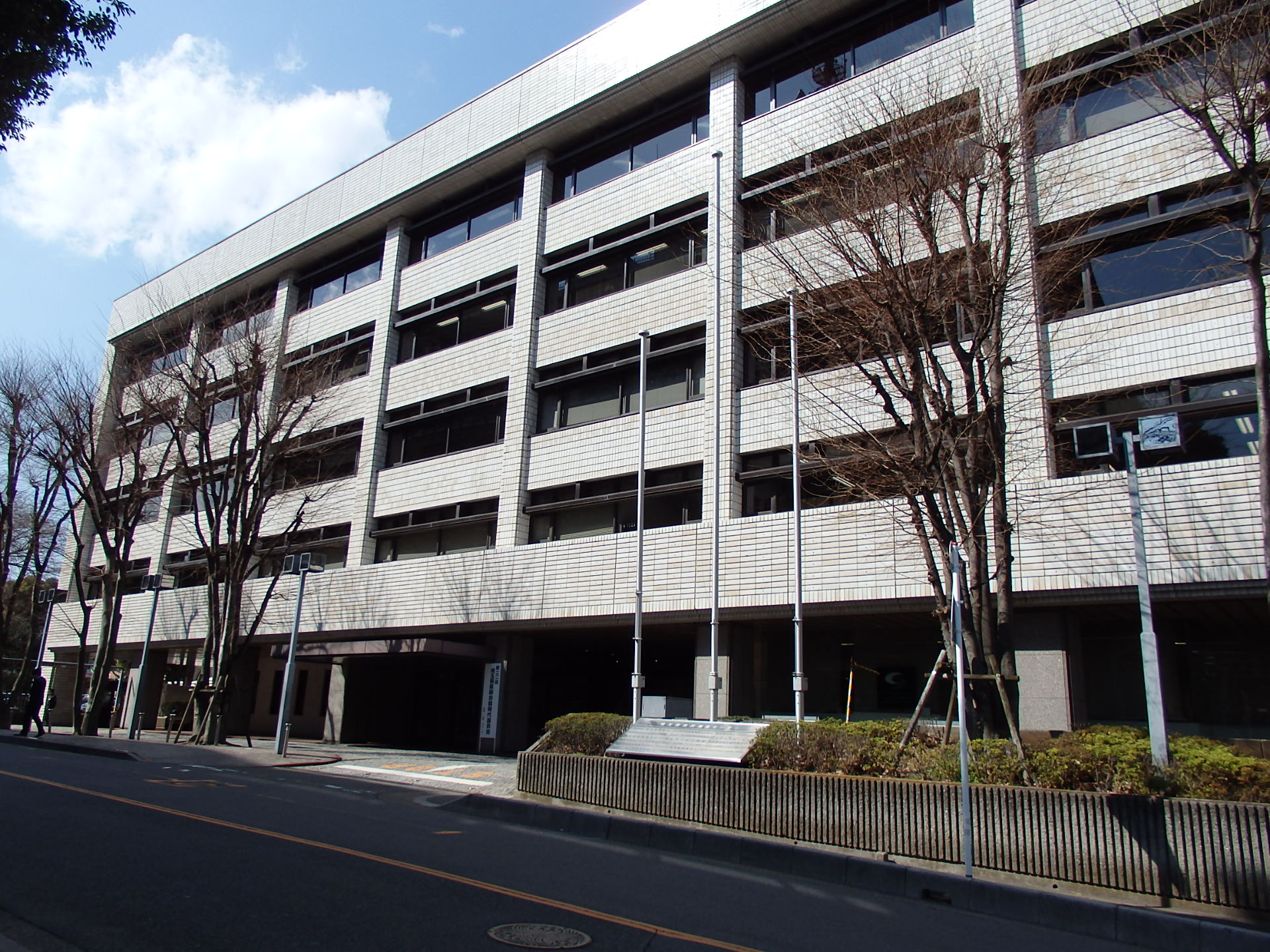
薬剤師会の入居している県民健康センター

一般社団法人埼玉県薬剤師会（いっぱんしゃだんほうじんさいたまけんやくざいしかい、英称: Saitama Pharmaceutical Association）は、埼玉県の薬剤師を会員とする法人。さいたま市浦和区に本部を置く。

## 本部所在地
〒330-0062 埼玉県さいたま市浦和区仲町3-5-1 埼玉県県民健康センター4階

## 組織
- 総務課
- 業務課
- 情報センター
- 試験センター